# Microcoloberos malaccanus
Microcoloberos malaccanus is een keversoort uit de familie netschildkevers (Lycidae). De wetenschappelijke naam van de soort werd in 1913 gepubliceerd door Maurice Pic.